# Сельское поселение Замошское (Вологодская область)
Сельское поселение Замошское — сельское поселение, существовавшее в составе Сокольского района Вологодской области до 30 мая 2013 года.
Центр — деревня Замошье.
По данным переписи 2010 года население — 332 человека, оценка на 1 января 2012 года — 342 человека.

## География
Располагалось на юге района. Граничило:
- на юге с сельским поселением Пельшемское,
- на западе с городским поселением город Кадников,
- на севере с сельским поселением Двиницкое,
- на востоке с сельским поселением Воробьёвское, сельским поселением Сухонское Междуреченского района.

По территории протекает река Двиница.

## История
Замошская волость упоминается в документах начиная с XVI века. В её состав входило до 40 деревень.
Во время коллективизации на территории Двиницкого сельсовета было организовано 16 колхозов, в 1958 году они были объединены в колхоз «Дружба», в 1969 году преобразованный в совхоз «Двиница».
В 1999 году был утверждён список населённых пунктов Вологодской области. Согласно этому списку Замошский сельсовет состоял из 18 населённых пунктов.
1 января 2006 года в соответствии с Федеральным законом № 131 «Об общих принципах организации местного самоуправления в Российской Федерации» образовано сельское поселение Замошское, в состав которого вошёл Замошский сельсовет.
30 мая 2013 года сельское поселение Замошское присоединено к городскому поселению город Кадников.

## Экономика
Основные предприятия и учреждения:
- отделение «Двиница» ОАО «Вологодский картофель»;
- почтовое отделение Замошье; АТС;
- Замошская основная общеобразовательная школа;
- Замошский детский сад;
- Замошский ФАП;
- Замошский Дом культуры;
- Замошская библиотека.

## Достопримечательности и известные уроженцы
В деревне Замошье сохранился каменный Храм Покрова Пресвятой Богородицы с росписями, построенный в XVII веке.
В деревне Афимское Замошской волости в 1905 году родился Иван Александрович Серов — председатель КГБ СССР в 1954—1958 годах, начальник Главного разведывательного управления Генштаба в 1958—1963 годах, генерал армии (1955), Герой Советского Союза (удостоен звания 29 мая 1945, лишён звания 12 марта 1963).

## Населённые пункты
В состав сельского поселения входили 18 деревень, из них 12 жилые.
| Населённый пункт      | ОКАТО          | Рег. номер | Расстояние до районного центра, км | Расстояние до центра поселения, км | Координаты                      |
| --------------------- | -------------- | ---------- | ---------------------------------- | ---------------------------------- | ------------------------------- |
| деревня Андроново     | 19 238 828 002 | 5454       | 43                                 | 7                                  | 59°30′57″ с. ш. 40°38′31″ в. д. |
| деревня Братское      | 19 238 828 003 | 5455       | 40                                 | 4                                  |                                 |
| деревня Быково        | 19 238 828 004 | 5456       | 39                                 | 3                                  | 59°30′32″ с. ш. 40°35′01″ в. д. |
| деревня Губино        | 19 238 828 005 | 5457       | 42,5                               | 6,5                                | 59°26′44″ с. ш. 40°35′34″ в. д. |
| деревня Дикое         | 19 238 828 006 | 5458       | 42                                 | 6                                  | 59°29′26″ с. ш. 40°38′11″ в. д. |
| деревня Заберезничье  | 19 238 828 007 | 5459       | 39                                 | 3                                  | 59°31′08″ с. ш. 40°34′04″ в. д. |
| деревня Замошье       | 19 238 828 001 | 5453       | 36                                 | 0                                  | 59°29′38″ с. ш. 40°33′08″ в. д. |
| деревня Заречье       | 19 238 828 008 | 5460       | 42                                 | 6                                  | 59°30′49″ с. ш. 40°38′48″ в. д. |
| деревня Казарное      | 19 238 828 009 | 5461       | 40                                 | 4                                  | 59°27′32″ с. ш. 40°34′48″ в. д. |
| деревня Кондраш       | 19 238 828 010 | 5462       | 30                                 | 6                                  | 59°27′37″ с. ш. 40°29′15″ в. д. |
| деревня Малая Середка | 19 238 828 011 | 5463       | 39                                 | 3                                  | 59°30′51″ с. ш. 40°34′29″ в. д. |
| деревня Останково     | 19 238 828 012 | 5464       | 42                                 | 6                                  | 59°27′07″ с. ш. 40°35′03″ в. д. |
| деревня Пардеево      | 19 238 828 013 | 5465       | 38                                 | 2                                  | 59°28′56″ с. ш. 40°31′51″ в. д. |
| деревня Перхурово     | 19 238 828 014 | 5466       | 39,5                               | 3,5                                | 59°27′52″ с. ш. 40°34′29″ в. д. |
| деревня Подольное     | 19 238 828 015 | 5467       | 32                                 | 4                                  | 59°29′07″ с. ш. 40°29′57″ в. д. |
| деревня Сенино        | 19 238 828 016 | 5468       | 38,5                               | 2,5                                | 59°30′40″ с. ш. 40°32′57″ в. д. |
| деревня Телячье       | 19 238 828 017 | 5469       | 37,5                               | 1,5                                | 59°30′18″ с. ш. 40°33′06″ в. д. |
| деревня Яковлево      | 19 238 828 018 | 5470       | 37                                 | 1                                  | 59°29′06″ с. ш. 40°33′31″ в. д. |